# Parlament Andí
El Parlament Andí és l'òrgan deliberant i de control polític de la Comunitat Andina. Va ser creat el 25 d'octubre de 1979 a La Paz, (Bolívia) i va entrar en vigència al gener de 1984. La seva seu es troba a Bogotà, Colòmbia.
El parlament es troba constituït per 25 representants de Bolívia, Colòmbia, Equador, Perú i Xile.
El Parlament Andí està conformat per la Plenària, la Mesa Directiva, les comissions, l'Oficina Central i les oficines de les representacions parlamentàries nacionals. Els seus principals eixos d'actuació són l'harmonització legislativa, la participació ciutadana, el control polític i l'enfortiment de la integració regional.

## Història
El Parlament Andí es va constituir com a òrgan polític deliberant, representant dels pobles, així com garant dels drets i la democràcia en la Comunitat Andina. Posteriorment, en 1996, mitjançant el Protocol de Trujillo que modifica l'Acord de Cartagena, els governs de la subregió li van atorgar atribucions supranacionals, en definir-lo com la instància de control polític del Sistema Andí d'Integració (SAI).
Els orígens del Parlament Andí es remunten a 1966 amb l'Acord de Bogotà, elaborat per recomanació de la CEPAL en el marc del Tractat de Montevideo de 1960. Amb l'Acord de Cartagena, subscrit el 26 de maig de 1969, els cinc països (Veneçuela s'hi va sumar el 1973) es van reunir en el que s'anomenaria inicialment Pacte Andí, quan es van establir les seves normes i disposicions legals. El seu objecte era enfortir les seves economies a través del lliure comerç, l'eliminació d'aranzels i la unió duanera. El Parlament va ser creat el 25 d'octubre de 1979 a La Paz (Bolívia), a través del Tractat Constitutiu subscrit pels cancellers de Bolívia, Colòmbia, l'Equador, el Perú i Veneçuela (Xile s'havia retirat del Pacte en 1976), i va entrar en vigència al gener de 1984. La seva primera seu va ser Lima, encara que després es va traslladar a Bogotà.
El 22 d'abril de 2006 Veneçuela es retira de la Comunitat Andina i, per tant, del Parlament Andí.
Des de setembre de 2013 es va obrir un debat per clausurar el Parlament Andí, o procedir al seu nou disseny. El 26 de setembre de 2013, el govern colombià proposa tancar definitivament el Parlament. Finalment, la norma que havia permès el sufragi directe dels parlamentaris colombians va ser derogada a principis de 2014.
En 2015 Xile es va convertir en membre permanent del Parlament, encara que sense integrar-se completament a la Comunitat Andina.

## Eleccions
El Parlament es compon de cinc membres per cada país integrant, la qual cosa dona un total de vint-i-cinc parlamentaris.
Els seus representants eren electes inicialment pels congrés nacionals dels països membres. Segons el Protocol de Trujillo, aprovat el 10 de març de 1996, els seus representants serien triats per un període de cinc anys en forma directa: a Colòmbia van ser elegits per sufragi directe en les eleccions de 2010 i 2014, mentre que a l'Equador i el Perú són electes per sufragi directe des de 2002 i 2006, respectivament. Bolívia i Xile encara mantenen l'estructura original de selecció en els seus congressos.

## Estats membres

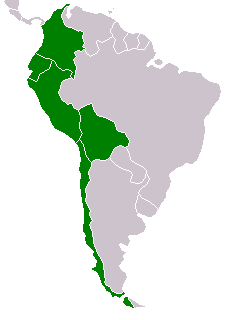
Membres del Parlament Andí.

- Estat Plurinacional de Bolívia
- República de Xile (des de 2015)
- República de Colòmbia
- República de l'Equador
- República del Perú

## Estats observadors
- Regne d'Espanya (1984)
- República de Panamà (1984)
- Regne del Marroc (1996)
- República Argentina (2017)
- República de Turquia (2019)